# Hydrology
Hydrology – drugi album Alana Wildera, klawiszowca Depeche Mode, który solowo zaczął tworzyć jako Recoil, wydany w roku 1988. Hydrology zawiera również utwory z pierwszego albumu, 1 + 2.

## Utwory

### Wersja CD
1. Grain - 7:43
2. Stone - 14:32
3. The Sermon - 15:03
4. 1 - 14:24
5. 2 - 18:37

### Wersja LP

#### Strona A
1. Grain - 7:43
2. Stone - 14:32

#### Strona B
1. The Sermon - 15:03

## Twórcy albumu
- Produkcja: Alan Wilder
- Nagrywano: Wielka Brytania
- Inżynierowie: Alan Wilder
- Etykieta: STUMM 51